# 維亞迪錢馬雷拉山

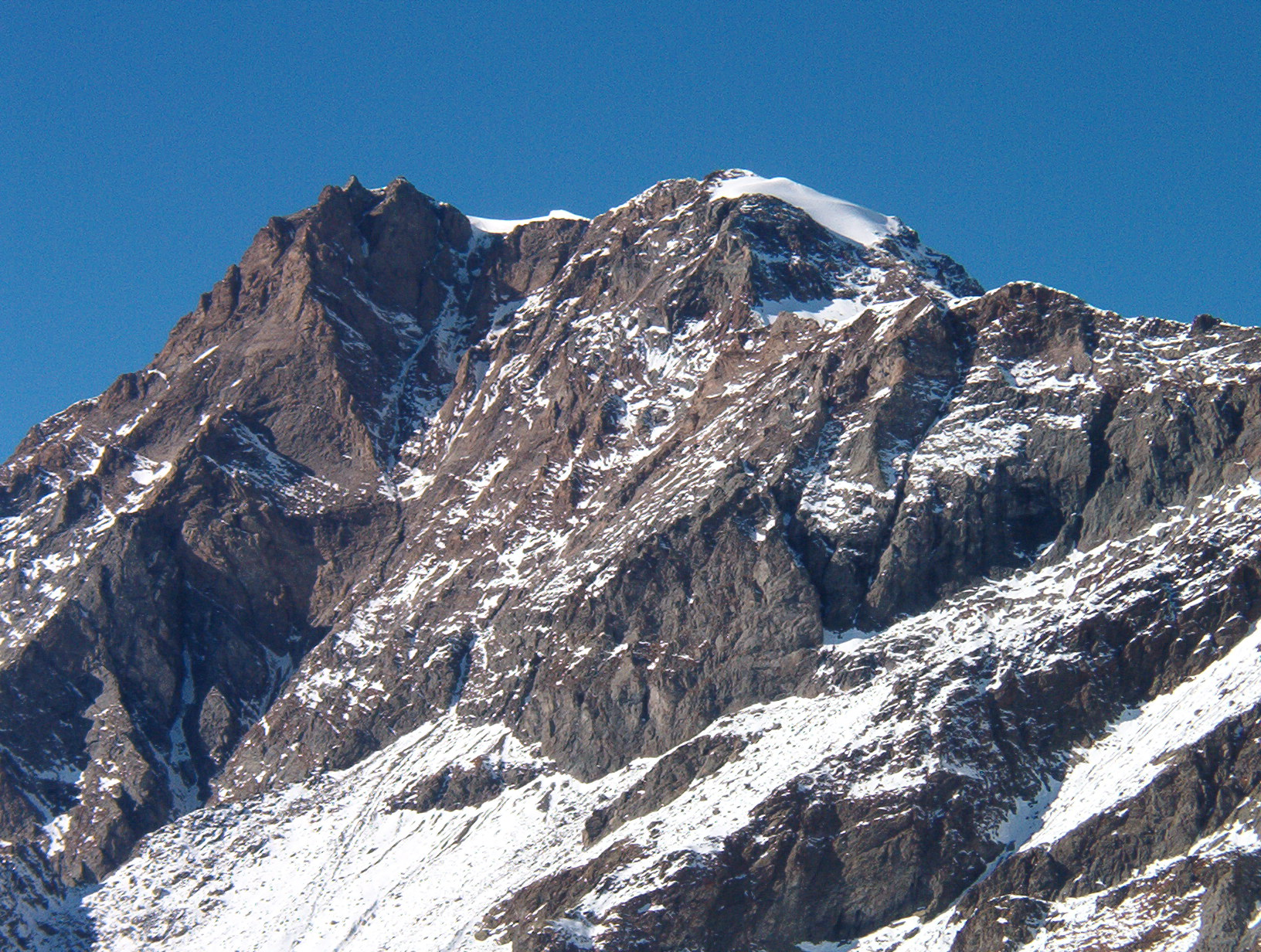

45°19′48″N 07°08′39″E / 45.33000°N 7.14417°E
維亞迪錢馬雷拉山（法語：Uia di Ciamarella），是西歐的山峰，位於法國和意大利接壤的邊境，由羅納-阿爾卑斯大區和皮埃蒙特大區負責管轄，海拔高度3,676米，每年平均降雨量1,287毫米。